# Centro Didáctico de la Judería de Segovia
El Centro Didáctico de la Judería de Segovia es un centro divulgativo judío en el barrio de la Judería de la ciudad de Segovia (España). Abierto en el año 2004, se ubica en la antigua Casa de Abraham Senior.

## Historia
Se sitúa en el interior de la casa de Abraham Senior, rabino mayor y contable de Castilla. Tras su muerte, esta casa fue vivienda de Andrés Laguna, médico personal de Carlos I y del Papa Julio III. Finalmente, la residencia perteneció a la familia Méxía Tovar, a quien corresponden los escudos actuales.

## Salas del museo
En la primera sala, por medio de paneles, objetos expositivos y medios virtuales pretende divulgar conocimientos de los diferentes aspectos de la cultura judía: historia, religión, lengua, filosofía, festividades y calendario, migraciones y  presencia en la península.  
La segunda sala del centro detalla específicamente la comunidad judía que hubo en Segovia en la Edad Media. Hay paneles que hacen referencia al cementerio judío, a las dos juderías de la ciudad y un homenaje a unos 150 apellidos segovianos que aparecen en la documentación del archivo de la Catedral.
Por último, el centro cuenta con una tienda especializada en hebraica donde se pueden adquirir productos, objetos y libros relacionados con esta cultura.

## Actividades
Durante el año, se celebran diferentes actividades, visitas guiadas y celebraciones relacionadas con el judaísmo, como el Día Internacional de Conmemoración en Memoria de las Víctimas del Holocausto, Ciclo de Cine Israelí, Jornada Europea de la Cultura Judía, Rosh Hashaná o Janucá.
Además, alberga otras actividades culturales relevantes para la ciudad como el Festival Titirimundi, Festival de Narradores Orales o La Noche del Patrimonio.